# Heroes (píseň, David Bowie)
„Heroes“ je píseň anglického zpěváka Davida Bowieho, jejímž spoluautorem je Brian Eno. Vyšla v roce 1977 na jeho dvanáctém albu Heroes. Píseň byla rovněž vydána jako singl. Německá zpěvačka Nico vydala coververzi této písně na svém albu Drama of Exile. Mezi další hudebníky, kteří píseň hráli při koncertech či nahráli ve studiu, patří například skupiny LCD Soundsystem, Blondie, TV on the Radio, Depeche Mode nebo Motörhead.